# 高里三喀峰
高里三喀峰（羅馬化：Gaurīśaṅkara himāla），藏语称为赤仁玛峰（藏語：ཇོ་མོ་ཚེ་རིང་མ，威利转写：jo mo tshe ring ma，THL：Jomo Tséringma，藏语拼音：Qomocêringma），是喜马拉雅山脉的一座山峰，海拔7134米，位于尼泊尔和中国西藏自治区边境，加德满都东北方100公里处。
1979年5月8日，John Roskelley和Dorje Sherpa首次成功登顶。此后只有两次成功登顶，分别是在1984年和1986年。